# Anna Korsun
Anna Korsun (ukrainien : Анна Корсун, née en 1986) est une chanteuse, pianiste, organiste, cheffe d'orchestre, professeure et compositrice ukrainienne.

## Biographie
Née à Donetsk en 1986,, Korsun étudie au Conservatoire de Kiev de 2005 à 2009, obtenant un baccalauréat ès arts, et à la Musikhochschule München avec Moritz Eggert de 2010 à 2012, obtenant un Master,.
Elle s'est produite en tant que chanteuse, pianiste, organiste et chef d'orchestre.
Elle co-organise des séries de concerts telles que Evening of Low Music à Munich, 6+1 (musique vocale) à Moscou et Kiev ou Ereignishorizont, pour orgue, à Cologne.
Ses œuvres ont été jouées lors de festivals tels que l'Automne de Varsovie (en), le Darmstädter Ferienkurse, le Musikfest der MGNM, Musica Viva à Lisbonne ou lors des Concerts de Stockhausen à Kürten.
Elle a collaboré avec des ensembles tels que les Nouveaux solistes vocaux de Stuttgart (de), l'Ensemble vocal de la SWR (en), l'Ensemble modern, l'Académie bavaroise de théâtre August-Everding (de), l'orchestre symphonique de Thuringe (de) ou l'Orchestre philharmonique de la mer Baltique (de).
Korsun reçoit une bourse à la Villa Massimo à Rome en 2018.
Korsun enseigne au Conservatoire d'Amsterdam depuis 2018,,  et  donne des master classes internationales.

## Œuvres
Ses compositions explorent la voix humaine et les instruments traditionnels en lien avec les moyens électroniques. Elle incorpore des éléments de théâtre, de vidéo et de chorégraphie dans ses œuvres.
Son œuvre Ulenflucht, publiée chez Schott et enregistrée chez Wergo en 2019, a été récompensée par le Prix de la critique allemande du disque (de),,.
La pièce Marevo pour deux scies musicales, deux violons, deux violoncelles et piano a été jouée par l'Ensemble modern  au Journées de Witten pour la nouvelle musique de chambre (de) en 2020. Elle a de nouveau été jouée par le même ensemble le 10 mars 2022 lors d'un concert caritatif pour l'Ukraine au Vieil opéra de Francfort,.

## Prix
Le jury de l'Open Ear Award, prix qu'elle a reçu à Amsterdam en 2018, a noté qu'elle était une musicienne sensible indépendante qui a créé des œuvres poétiques, portée par son expérience d'interprète.
- 2014 : Prix international Gaudeamus des compositeurs[5]
- 2017 : Prix de la Fondation Christoph-et-Stephan-Kaske (en)[14]
- 2018 : Prix d'art de Berlin (de)[5]
- 2018 : Villa Massimo[1]
- 2018 : Open Ear Award, Amsterdam [13]